# Cantó de Casaubon
Cantó de Casaubon (en francès Cazaubon) és un cantó del departament francès del Gers, amb les següents comunes:
- Aisíu
- Campanha d'Armanhac
- Castèths d'Armanhac
- Casaubon
- Estang
- Lanamanhan
- L'Arrea
- Liars d'Armanhac
- Marguestau
- Mauleon d'Armanhac
- Maupàs
- Montclar d'Armanhac
- Panjàs
- Rehans

## Història
| Data d'elecció                           | Identitat       | Partit           | Qualitat |
| ---------------------------------------- | --------------- | ---------------- | -------- |
| 1979-1992                                | Guy Lamothe     | PS               |          |
| 1992-                                    | Claude Sainrapt | UDF, després UMP |          |
| les dades anteriors no són pas conegudes |                 |                  |          |
|                                          |                 |                  |          |

## Demografia
| 1962  | 1968  | 1975  | 1982  | 1990  | 1999  | 2006  |
| ----- | ----- | ----- | ----- | ----- | ----- | ----- |
| 5.308 | 5.815 | 5.331 | 5.013 | 4.754 | 4.495 | 4.597 |